# Shiro Teshima
Shiro Teshima (Taipei, Imperi Japonès, avui República de la Xina, 26 de febrer de 1907 - 6 de novembre de 1982), va ser un exfutbolista japonès. Va créixer a la Prefectura d'Hiroshima, d'on era la seva família. Era del també futbolista Ken Naganuma.

## Selecció japonesa
Shiro Teshima va disputar 2 partits amb la selecció japonesa.